# كارلوس فييرو
كارلوس فييرو (بالإسبانية: Carlos Fierro) (24 يوليو 1994 المكسيك - ) هو لاعب كرة قدم مكسيكي، يلعب كمهاجم، شارك في الألعاب الأولمبية الصيفية 2016.

## وصلات خارجية
كارلوس فييرو على موقع الاتحاد الدولي (مؤرشف)  (الإنجليزية)
- كارلوس فييرو على موقع الدوري الأمريكي (الإنجليزية)
- كارلوس فييرو على موقع إي إس بي إن إف سي (الإنجليزية)
- كارلوس فييرو على موقع قاعدة بيانات كرة القدم.إي يو (الإنجليزية)
- كارلوس فييرو على موقع Soccerway.com (الإنجليزية)
- كارلوس فييرو على موقع عالم كرة القدم.نت (الإنجليزية)
- كارلوس فييرو على موقع اللجنة الأولمبية الدولية (الإنجليزية)
- كارلوس فييرو على موقع أوليمبيديا (الإنجليزية)
- كارلوس فييرو على موقع AS.com (الإسبانية)